# سیارک ۱۷۹۸۴
سیارک ۱۷۹۸۴ (به انگلیسی: 17984 Ahantonioli، نامگذاری:1999JU60) هفده هزار و نهصد و هشتاد و چهارمین سیارک کشف شده‌است که در ۱۰ مه ۱۹۹۹ کشف شد.
قدر مطلق سیارک برابر ۱۶.۲ است.